# Pareuchaetes pulverea
Pareuchaetes pulverea là một loài bướm đêm thuộc phân họ Arctiinae, họ Erebidae.